# Sitong Liu
Sitong Liu (...) è una sciatrice alpina cinese paralimpica, vincitrice per la Cina di quattro medaglie, di cui una d'argento e tre di bronzo alle Paralimpiadi invernali del 2022 a Pechino.

## Biografia
Liu ha iniziato a nuotare e fare handcycling nel 2008 e a novembre 2016 ha iniziato a gareggiare nello sci alpino a Shenyang e ha partecipato alle sue prime Paralimpiadi invernali a PyeongChang 2018, unica rappresentante della Cina nello sci alpino ai Giochi di quell'anno. Fa parte del circolo della Provincia di Liaoning e a livello nazionale è allenata da Dario Capelli.
Liu ha studiato alla Beijing Sport University nella Repubblica popolare Cinese.

## Carriera
Nel 2015, ai Campionati mondiali su strada di Nottwil, in Svizzera, Liu a gareggiato nel paraciclismo. Insieme alla nazionale di sci alpino paralimpico che ha fatto il suo debutto sulla scena internazionale ai Campionati mondiali del 2019 a Kranjska Gora, in Slovenia, Liu Sitong ha ottenuto il miglior piazzamento della squadra, il 6º posto nello slalom speciale seduti.
Alla Coppa del Mondo di sci alpino paralimpico che si è svolta a Kranjska Gora, in Slovenia, nel 2019, Sitong Liu ho vinto l'argento nello slalom gigante categoria seduti in 2:26.08. La compagna di nazionale, Wenjing Zhang ha vinto l'oro in 2:19.59, mentre la giapponese Yoshiko Tanaka il bronzo in 2:30.65.
Alle Paralimpiadi invernali che si sono svolte a Pechino nel 2022, Liu ha vinto quattro medaglie: un argento nello slalom gigante con un tempo di 2:09.55 e tre bronzi (discesa libera in 1:32.10, supercombinata in 2:15.84 e slalom speciale in 1:41.31. Ai Mondiali di Maribor 2025 ha vinto la medaglia di bronzo nello slalom gigante e nello slalom speciale.

## Palmarès

### Coppa del Mondo
- 1 medaglia:
  - 1 argento (slalom gigante a Kranjska Gora 2019)

### Paralimpiadi
- 4 medaglie:
  - 1 argento (slalom gigante a Pechino 2022)
  - 3 bronzi (discesa libera, supercombinata e slalom speciale a Pechino 2022)

### Mondiali
- 2 medaglie:
  - 2 bronzi (slalom gigante, slalom speciale a Maribor 2025)